# Grand Pacific Pass
Grand Pacific Pass är ett bergspass i Kanada.   Det ligger i provinsen British Columbia, i den västra delen av landet, 4 300 km väster om huvudstaden Ottawa. Grand Pacific Pass ligger 768 meter över havet.
Terrängen runt Grand Pacific Pass är varierad. Trakten runt Grand Pacific Pass är nära nog obefolkad, med mindre än två invånare per kvadratkilometer.. Det finns inga samhällen i närheten. 
Trakten runt Grand Pacific Pass är permanent täckt av is och snö.